# پتر فرارزاین
پتر فرارزاین (انگلیسی: Peter Farazijn؛ زادهٔ ۲۷ ژانویهٔ ۱۹۶۹) دوچرخه‌سوار اهل بلژیک است.